# Kiesgeprägter Tieflandbach

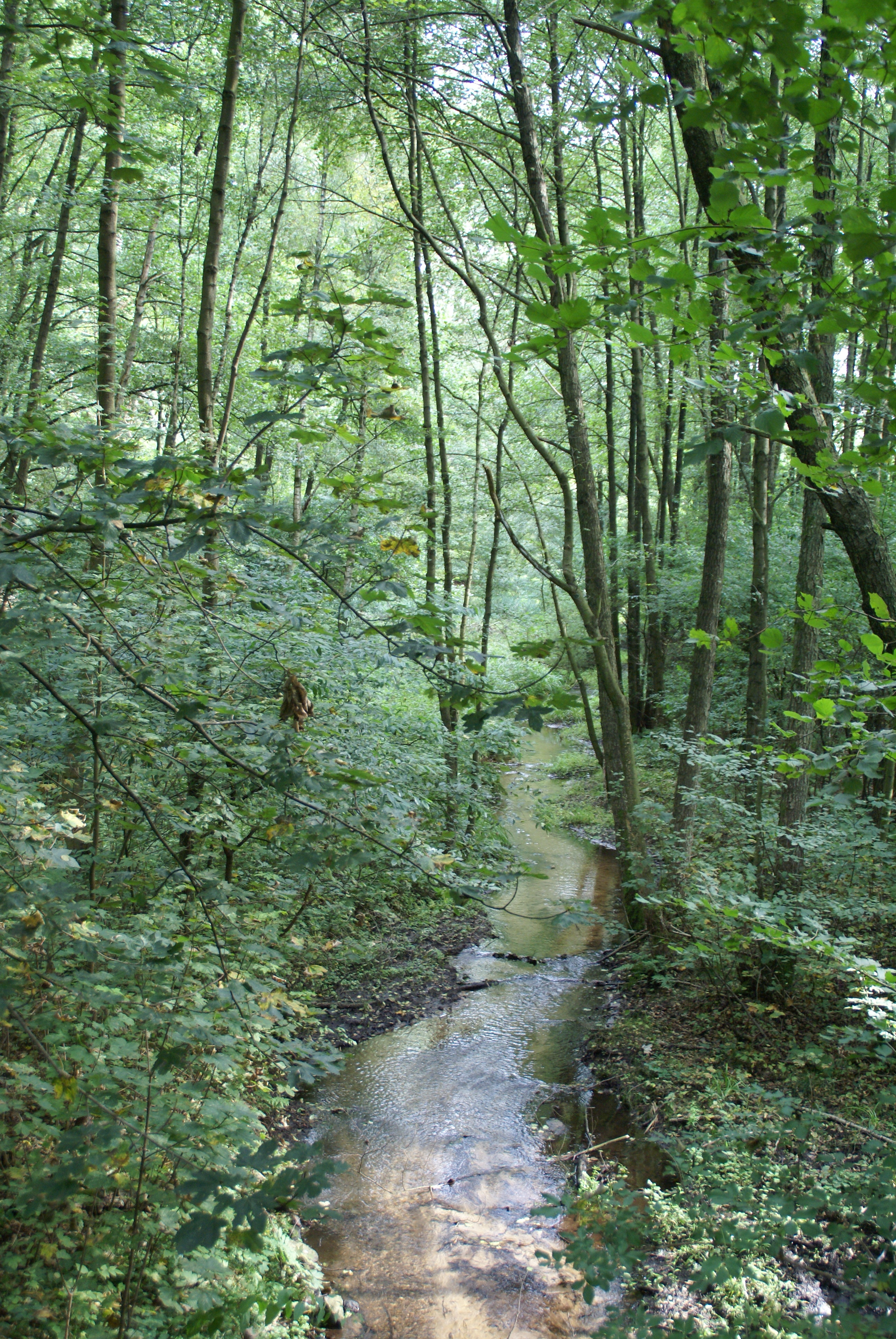
Die Haverbeeke

Der kiesgeprägte Tieflandbach (Typ 16) ist ein von der Bund/Länder-Arbeitsgemeinschaft Wasser festgelegter Fließgewässertyp.
In Nordrhein-Westfalen wurde er früher auch als „kiesgeprägtes Fließgewässer der Verwitterungsgebiete und Flussterrassen“ bezeichnet.

## Gewässerstruktur
Kiesgeprägte Tieflandbäche ähneln den kiesgeprägten Tieflandflüssen, ihr Einzugsgebiet ist jedoch kleiner als 100 km². Es sind meist gefällereiche, schnell fließende Bäche, die immer wieder von kurzen, ruhigen Abschnitten unterbrochen werden. Sie sind im Unterschied zu sandgeprägten Bächen nur schwach gekrümmt bis mäandrierend und weisen weniger deutliche Prallhänge, aber teilweise tiefe Uferunterspülungen auf. Die Sohle besteht hauptsächlich aus Kies sowie unterschiedlichen Anteilen von Steinen und Lehm sowie Steine. Im Moränengebiet sind häufig auch Findlinge zu finden. Kiesgeprägte Tieflandbäche fließen meist in Kerb-, Mulden- oder Sohlentälern. Der Gewässertyp erinnert abschnittsweise an Mittelgebirgsbäche.

## Flora und Fauna
Es kommen vor allem strömungsliebende Arten vor, welche die vorherrschenden harten Substrate (Kies, Steine) besiedeln können. Dies sind verschiedene Arten der Köcherfliegen und Eintagsfliegen sowie kleine Fische wie Schmerle und Elritze.
Auch bei den Wasserpflanzen sind nur solche Arten vorhanden, die mit dem kiesigen Untergrund umgehen können, wie Rotalgen und das Quellmoos. Im Jungmoränengebiet fehlen die Wasserpflanzen meist völlig, auch Plankton kommt nicht vor.

## Beispiele
- Teile der Wümme, Panke und Oertze
- Oberlauf der Linde (MV)